# Thyraplax
Thyraplax is een geslacht van kreeftachtigen uit de klasse van de Malacostraca (hogere kreeftachtigen).

## Soorten
- Thyraplax cooki (Rathbun, 1906)
- Thyraplax cristata Castro, 2007
- Thyraplax crosnieri (Guinot & Richer de Forges, 1981)
- Thyraplax digitodentata Castro, 2007
- Thyraplax truncata Castro, 2007